# Repräsentantenrat des Irak
Der Repräsentantenrat des Irak (arabisch مجلس النواب العراقي, DMG Madschlis an-Nuwwāb al-ʿIrāqī, kurdisch ئه‌نجومه‌نی نوێنه‌رانی عێراق Encumena Nûnerên Êraq) ist das Parlament der Republik Irak mit Sitz in der grünen Zone in Bagdad. Es wird von der Bevölkerung des Landes über die Wahl von Parteien und Parteilisten gewählt. Die Anzahl der Mitglieder beträgt aktuell 328. Durch das Fehlen von Sperrklauseln ist auch eine Direktwahl von Kandidaten möglich. 53 Unabhängige sitzen gegenwärtig im Parlament.
Laut der irakischen Verfassung ist ein Zweikammersystem vorgesehen, neben dem Repräsentantenrat soll auch ein Bundesrat, welcher sich aus Vertretern der Gouvernements zusammensetzt, die Legislative des Landes bilden. Die Aufgaben des Bundesrates sind allerdings nicht klar definiert, weshalb zurzeit ein De-facto-Einkammersystem herrscht.

## Geschichte
Erstmals trat ein gewähltes Parlament im Jahr 1925 zusammen. Das Unterhaus, die sog. Abgeordnetenkammer (Madschlis al-Nuwwab) wurde direkt gewählt, während das Oberhaus vom König ernannt wurde. Zwischen 1925 und dem Sturz der Monarchie 1958 fanden zehn Parlamentswahlen statt. Nach dem Sturz der Monarchie wurde das Parlament aufgelöst und die Legislative an den Ministerrat übergeben.
Mit der Verfassung von 1970 führte das Baath-Regime das Parlament als sog. Nationalversammlung wieder ein. Das erste Wahlgesetz wurde allerdings erst zehn Jahre später erlassen. Bei den ersten Parlamentswahlen am 20. Juni 1980 konnten schließlich 250 Personen gewählt werden (davon 30 Kurden aus nordirakischen Wahlkreisen), wobei lediglich die Einheitsliste der Nationalen Progressiven Front mit vorher ausgesuchten Kandidaten wählbar war. Außer der Baʿth-Partei, den mit ihr koalierenden Blockparteien und ausgesuchten „Unabhängigen“ waren somit keine anderen Parteien und Personen zugelassen. Das Parlament blieb machtlos, da die Entscheidungsgewalt beim revolutionären Kommandorat und damit letztlich bei Saddam Hussein blieb. Die letzte Wahl vor dem Sturz Saddam Husseins wurde 2000 abgehalten.
Im März 2004 wurde von der Übergangsverwaltung der Besatzungsmächte ein Regierungsrat berufen, dieser sollte eine Übergangsverfassung ausarbeiten und die nächsten Wahlen vorbereiten. Am 30. Januar 2005 fanden schließlich die ersten freien Wahlen statt, es wurde ein Übergangsparlament gewählt, das eine Verfassung für das Land ausarbeitete. Nach der Annahme der Verfassung fanden im Dezember desselben Jahres erneut Wahlen statt, dieses Mal wurden die Mitglieder für vier Jahre gewählt. Laut der irakischen Verfassung sollten 25 % der Sitze für Frauen reserviert sein, damit war der Frauenanteil im Parlament der höchste im Nahen Osten. Diese Quote wurde allerdings nach der Parlamentswahl 2010 abgeschafft. Dem widersprechen 2 aktuelle Informationsblätter zu den Wahlen 2014, wonach diese Quotenregelung beibehalten wurde.
Am 12. April 2007 wurde in der Kantine des Parlamentes ein Selbstmordanschlag verübt, bei dem der Abgeordnete Mohammed Awad getötet und weitere Abgeordnete verletzt wurden. Die letzten Wahlen fanden am 10. Oktober 2021 statt.

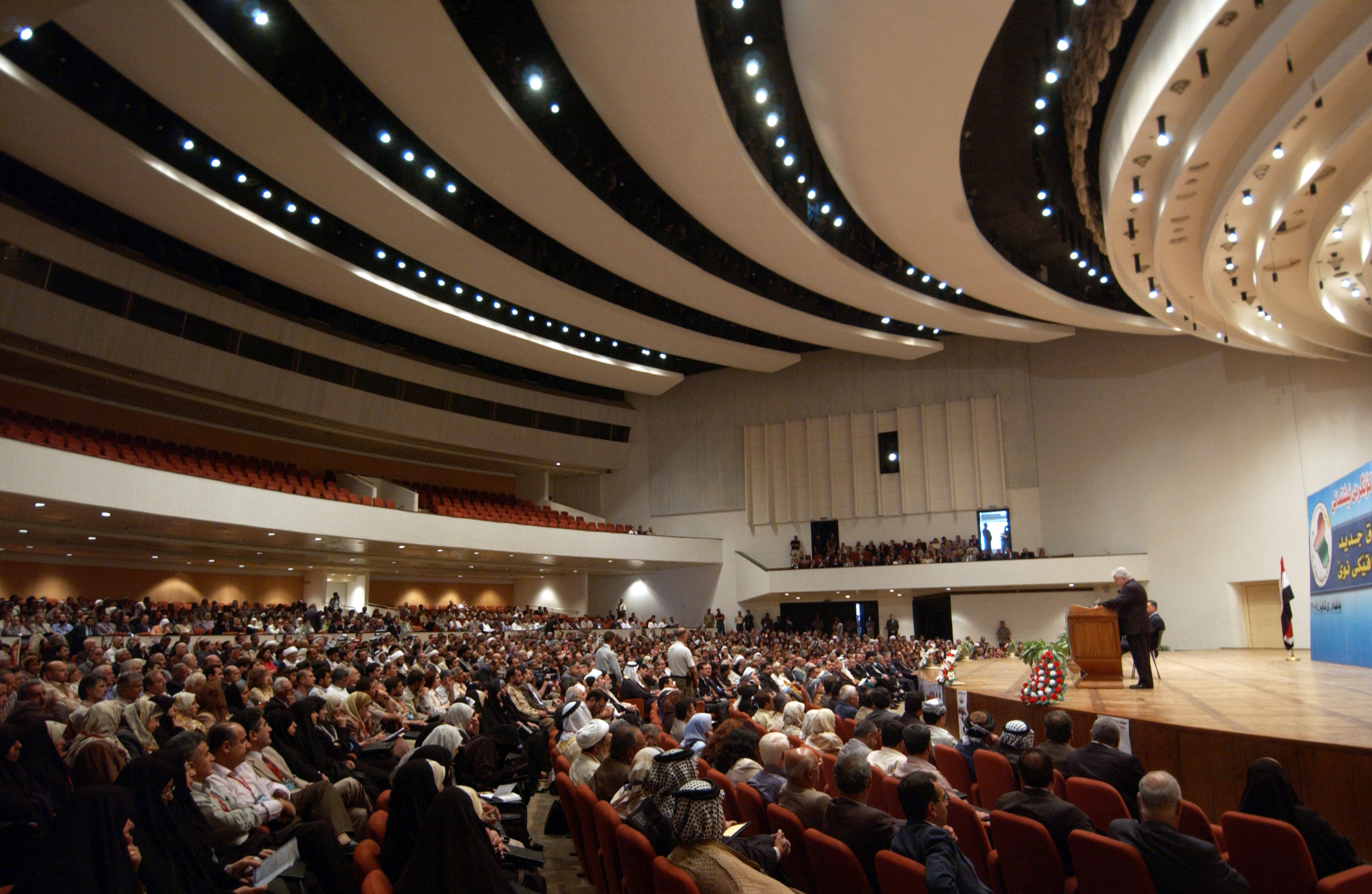
Plenarsaal in Bagdad

2017 verbot das Parlament einstimmig „zionistische Symbole“ wie die israelische Flagge.

## Wahlen
Der Repräsentantenrat soll aus einer Anzahl an Mitgliedern bestehen, in einem Verhältnis von einem Mitglied pro 100.000 Iraker. Sie sollen bei einer direkten, geheimen und allgemeinen Wahl gewählt werden. Kandidaten müssen voll wahlfähige Iraker sein. Ein Wahlgesetz soll die Bestimmungen für den Kandidaten und den Wähler festlegen und auf einen Frauenanteil von mindestens 25 % im Repräsentantenrat zielen. Kein Mitglied darf eine andere offizielle Position oder Arbeit ausüben. Die Mitglieder des Repräsentantenrats werden auf 4 Kalenderjahre gewählt.

## Funktionen und Aufgaben
Der Staatspräsident ruft, mit einem präsidialen Gesetz, den Repräsentantenrat auf, innerhalb von 15 Tagen nach Ratifikation des offiziellen Wahlergebnisses zusammenzukommen. Das älteste Mitglied soll den Vorsitz über die erste Sitzung nach der Wahl leiten. Hierbei soll der Präsident des Rats und seine beiden Stellvertreter innerhalb von max. 15 Tagen gewählt werden. Diese Wahl erfolgt direkt und geheim und benötigt eine absolute Mehrheit.
Das Quorum des Rats soll mit absoluter Mehrheit erfüllt sein. Entscheidungen in den Ratssitzungen erfordern eine einfache Mehrheit, nachdem das Quorum erfüllt wurde, außer es wurde anders vereinbart. Gesetzesentwürfe sollen dem Rat durch den Staatspräsidenten oder den Ministerpräsidenten oder durch 10 Mitglieder des Repräsentantenrats oder durch ein Mitglied eines ihrer speziellen Komitees vorgelegt werden.
Der Rat verabschiedet Gesetze, wählt den Staatspräsidenten, ernennt Botschafter und den Stabschef der irakischen Armee. Ebenfalls kann er den Staatspräsidenten, nachdem das Oberste Bundesgericht ihn in wenigstens einem von drei Punkten überführt hat, entlassen. Dem Ministerpräsidenten kann der Rat mit einer absoluten Mehrheit, nach einer Anfrage von mind. 20 % der Abgeordneten oder auf Anfrage des Staatspräsidenten, das Vertrauen entziehen. Hiermit wird die Regierung als abgedankt betrachtet. Der Rat muss mit einer Zweidrittelmehrheit einer Kriegserklärung und einem Ausnahmezustand zustimmen, basierend auf einer Anfrage durch den Staatspräsidenten und dem Ministerpräsidenten.